# Keerwater

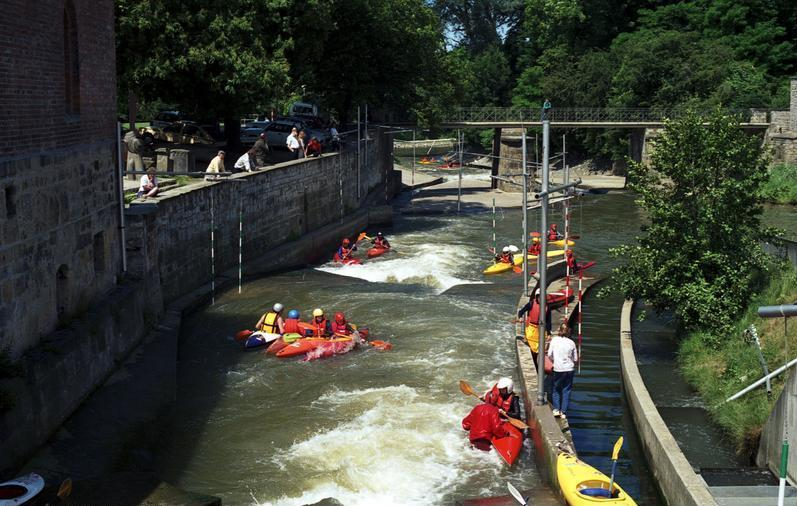
In deze afbeelding liggen de kanovaarders in de keerwaters.

Een keerwater (ook wel neer genoemd) is een gedeelte van een rivier waarbij de stroomrichting de tegengestelde richting heeft ten opzichte van de hoofdstroom. Deze stroming wordt de keerstroom genoemd.
Een keerstroom ontstaat wanneer een rivier langs een obstakel stroomt. Achter het obstakel ontstaat dan het keerwater. In de wildwatersport wordt keerwater gebruikt om even stil te kunnen liggen.